# Maestro (rapper)
Maestro, pseudonimo di Wesley Williams (Toronto, 31 marzo 1968), è un rapper e attore canadese.
La sua attività pioniera in questo genere, ed i risultati ottenuti negli anni, hanno portato molti critici ed appassionati a riferirsi a lui come "Godfather of Canadian hip hop" (padrino dell'hip hop canadese). Originariamente conosciuto come Melody MC, ha poi cambiato nome d'arte in Maestro Fresh Wes dal 1989, per poi passare semplicemente a Maestro alla fine degli anni 1990. Il rapper Rich London è il suo cugino più giovane.

## Biografia
Nato da genitori della Guyana, Wesley è cresciuto a Scarborough (Ontario) dove ha vissuto dall'età di 11 anni. ha frequentato la Our Lady of Good Counsel Elementary School a Scarborough.
Nel 1989 è diventato il primo rapper canadese con un singolo nella Top 40, "Let Your Backbone Slide".  Al 2007, "Let Your Backbone Slide" rimane il singolo di hip hop canadese più venduto della storia, e l'unico ad avere guadagnato il Disco d'Oro. 18 anni dopo, il disco di debutto di Maestro, Symphony in Effect (1989), rimane l'album più venduto di tutto il panorama dell'hip hop canadese, avendo venduto 190 000 copie, mancando il doppio Disco di Platino per 10 000 copie. Sul brano/videoclip di Maestro "Nothing at All" (dall'album Black Tie Affair, 1991), riconosce questi successi, rappando:
in Canada that made me the first Black one

to achieve that goal,

I even got offered a movie role.

Hunh, I turned it down, I didn't wanna be no star

portrayin' a n---a that dwelled behind bars...»
in Canada che fece di me il primo nero

ad ottenere questa meta,

ho persino ottenuto un ruolo in un film.

Hunh, l'ho girato senza impegno, non voglio diventare una star

impersonando un ---- che chiuso dietro le sbarre»
Dopo il successo del suo album del 1991, The Black Tie Affair, la carriera di Maestro ebbe una frenata nel tentativo di sfondare anche sul mercato statunitense. Tornò in classifica in Canada solo nel 1998, con il singolo "Stick to Your Vision" e "416/905 (TO Party Anthem)".
Nel 2005, Maestro ha prodotto una cover del brano di Lawrence Gowan "A Criminal Mind" (featuring Infinite); Gowan appare anche nel video e alcune sue parti vocali sono state campionate per la traccia. Gowan si è anche esibito con questo pezzo assieme a Maestro nella cerimonia per i Canadian Urban Music Awards del 2006.
Nel 2006 Maestro è entrato di nuovo nella storia dell'hip hop canadese quando lui e Rochester AKA Juice sono entrati nella The Dope Poet Society in stage a Cannes, in Francia. Assieme, sono diventati i primi artisti hip hop canadesi ad esibirsi al Midem, la più importante ed influente conferenza sull'industria della musica.

## Successi e premi
Maestro è stato inserito nella Scarborough Walk of Fame nel 2006, ed ha vinto i seguenti premi:
- due Juno Awards, (12 nomination)
- quattro MuchMusic Video Awards (People's Choice),
- primo artista canadese di hip hop a diventare Disco d'Oro (album e singoli)
- unico singolo canadese di hip hop a diventare Disco d'Oro
- unico album canadese di hip hop a diventare Disco di Platino
- artista chip hop canadese con i maggiori dati di vendita della storia
- UMAC Pioneer Award 1998,
- Harry Jerome Award del 2002 per Excellence in Arts (Canada - NAACP)
- UMAC Special Achievement Award del 2002
- REEL World Film Festival Trailblazer Award del 2003.

## Discografia
- 1989: Symphony In Effect (LMR Records/Attic Records Canada)
  - Singoli: "Let Your Backbone Slide", "Drop The Needle"
- 1991: The Black Tie Affair (LMR Records/Attic Records Canada)
  - Singoli: "Conductin' Thangs", "Nothing at All"
- 1992: Maestro Zone
- 1994: Naaah, Dis Kid Can't Be From Canada?!!
- 1998: Built to Last
  - Singoli: "Stick to Your Vision", "416/905 (T.O. Party Anthem)"
- 2005: Urban Landmark: 1989-2005
  - Singoli: "A Criminal Mind"